# 윈터 아브 졸리

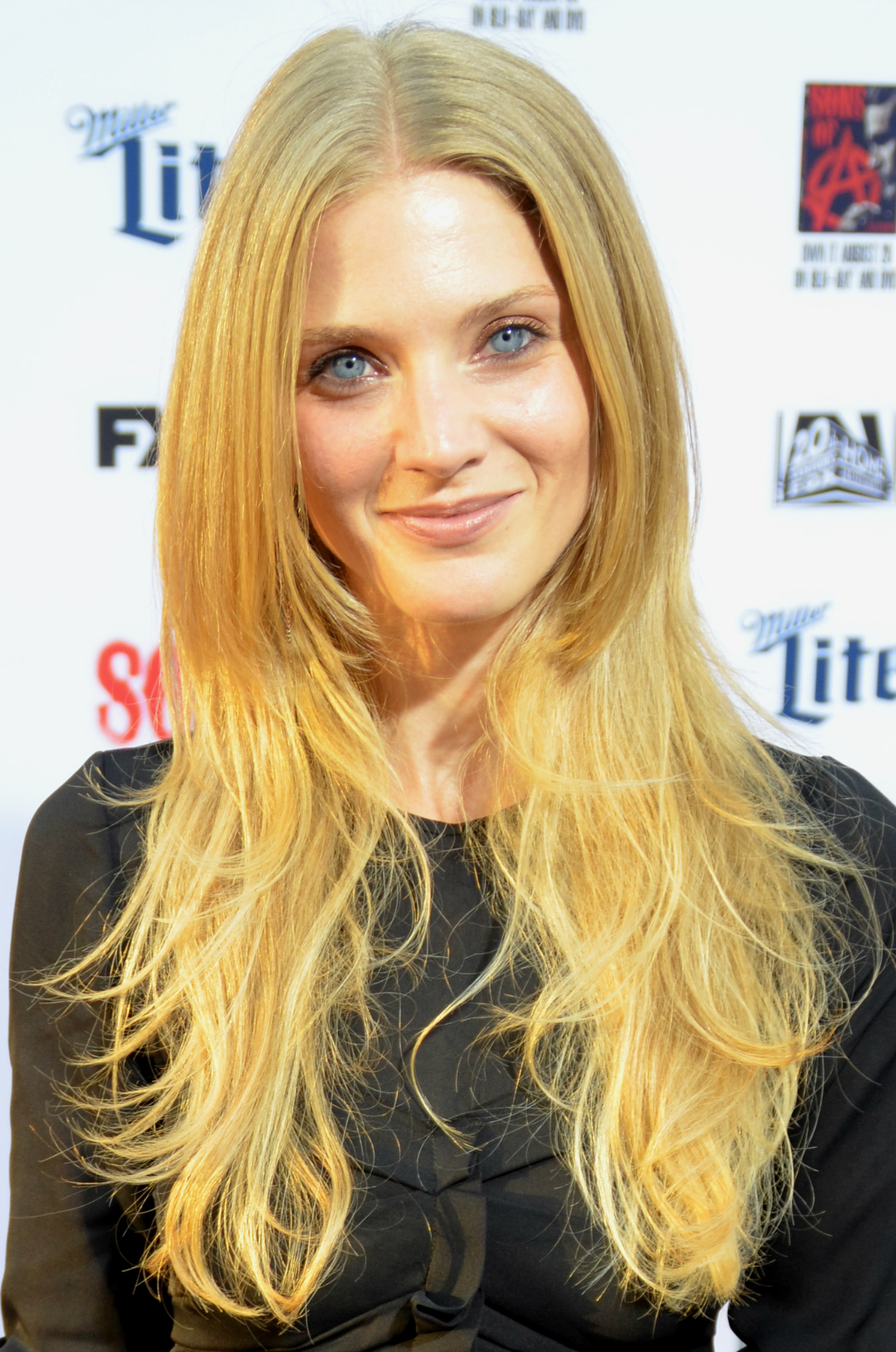

윈터 에이브 졸리(Winter Ave Zoli, 1980년 3월 30일 ~ )는 미국의 배우, 모델이다.

## 출연 작품

### 영화
- 내 남자친구는 왕자님 (2004)
- 헬보이 (2004)
- 섹스 앤 데스 (2007)
- The Pagan Queen (2009) - 리부스 역
- Psych 9 (2010)
- 배드 애스 (2012, Bad Ass)
- Cat Run 2 (2014)
- 신부가 된 복서 (2022)

### 텔레비전
- Revelations (2005)
- 썬즈 오브 아나키 (2009-14)